# Horst Gründer
 (juillet 2023).
Si vous disposez d'ouvrages ou d'articles de référence ou si vous connaissez des sites web de qualité traitant du thème abordé ici, merci de compléter l'article en donnant les références utiles à sa vérifiabilité et en les liant à la section « Notes et références ».
Horst Gründer (né le 7 février 1939 à Teplitz-Schönau) est un historien allemand et de 1984 à 2004, il est professeur d'histoire moderne et contemporaine ainsi que non européenne à l'Université westphalienne Guillaume de Münster. Il se concentre sur l'histoire coloniale allemande.

## Biographie
Après des études d'allemand, d'histoire, de pédagogie, de psychologie et de philosophie à Wurtzbourg et Münster, il passe le premier et le second examen d'État à Detmold et à Bielefeld et obtient son doctorat en 1973 avec une thèse sur Walter Simons. En 1981, il s'habilite à Münster avec Heinz Gollwitzer avec l'écriture Mission chrétienne et impérialisme allemand. Une histoire politique de leurs relations pendant la période coloniale allemande (1884-1914), avec une référence particulière à l'Afrique et à la Chine. À partir de 1984, il est professeur auxiliaire à l'Université de Münster, après quoi il y occupe une chaire d'histoire non européenne.
Les intérêts de Gründer sont particulièrement dans l'histoire coloniale européenne et outre-mer comparée, en particulier la relation entre les missions et le colonialisme, l'histoire coloniale allemande et la relation entre l'État et l'Église. Son ouvrage Geschichte der deutschen Kolonien est l'ouvrage de référence sur le sujet. Il est conseiller scientifique pour les documentaires télévisés en trois parties de la ZDF « Deutsche Kolonien » (2005) et « Das Weltreich der Deutschen (de) » (2010). Il compile également une collection de sources à usage scolaire sur l'impérialisme.
Gründer  est membre honoraire et conseiller de la Société pour l'histoire d'outre-mer (GÜSG), aujourd'hui : Société d'histoire globale.
En 1974, il reçoit le prix Wolf-Erich-Kellner (de).

## Publications (sélection)
- (de) Walter Simons, die Ökumene und der Evangelisch-Soziale Kongress. Ein Beitrag zur Geschichte des politischen Protestantismus im 20. Jahrhundert, Soest, Mocker & Jahn, coll. « Ökumenische Schriften des Archivs der Evangelischen Kirche in Deutschland » (no volume 8), 1974.
- (de) Christliche Mission und deutscher Imperialismus. Eine politische Geschichte ihrer Beziehungen während der deutschen Kolonialzeit (1884–1914) unter besonderer Berücksichtigung Afrikas und Chinas, Paderborn, Ferdinand Schöningh, 1982 (ISBN 3-506-77464-6)
- (de) Geschichte der deutschen Kolonien, Paderborn, Ferdinand Schöningh, 1985 (ISBN 3-506-99369-0) (8e édition, revue et augmentée, 2023,  (ISBN 978-3-8252-3639-7).
- (de) Welteroberung und Christentum. Ein Handbuch zur Geschichte der Neuzeit, Gütersloh, Haus Mohn, 1992 (ISBN 3-579-00136-1).
- (de) Eine Geschichte der europäischen Expansion. Von Entdeckern und Eroberern zum Kolonialismus, Stuttgart, Theiss, 2003 (ISBN 3-8062-1757-2).
- (de) Christliche Heilsbotschaft und weltliche Macht. Studien zum Verhältnis von Mission und Kolonialismus. Gesammelte Aufsätze, Münster, Lit, coll. « Europa – Übersee. Historische Studien » (no 14), 2004 (ISBN 3-8258-7366-8, lire en ligne ).
- (de) China-Europa-Deutschland. Eine wechselvolle Begegnung von der Antike bis zur Gegenwart, Göttingen, Cuvillier, 2018 (ISBN 978-3736998568).
- (de) Zwischen Münster und Papua-Neuguinea. Essays zur Lokal-, National- und Globalgeschichte, Münster, Agenda-Verlag, 2023 (ISBN 978-3896887634).
- avec Gisela Graichen : (de) Deutsche Kolonien. Traum und Trauma, Berlin, Ullstein, 2005 (ISBN 3-550-07637-1)..

- éditeur scientifique d'ouvrages collectifs :
  - (de) „... da und dort ein junges Deutschland gründen“. Rassismus, Kolonien und kolonialer Gedanke vom 16. bis zum 20. Jahrhundert, Munich, Deutscher Taschenbuch-Verlag, 1999 (ISBN 3-423-30713-7).
  - avec Hermann Joseph Hiery (de) : (de) Die Deutschen und ihre Kolonien. Ein Überblick, Berlin, Bebra Verlag, 2022 (ISBN 978-389809137-4).